# Vauthiermont
Vauthiermont (deutsch früher Waltersberg) ist eine französische Gemeinde mit 220 Einwohnern (Stand: 1. Januar 2022) im Territoire de Belfort in der Region Bourgogne-Franche-Comté.

## Geographie
Vauthiermont liegt auf 392 m Höhe, etwa 14 Kilometer ostnordöstlich der Stadt Belfort (Luftlinie). Das Dorf erstreckt sich in der Burgundischen Pforte, auf dem Plateau im Vorland der Vogesen, auf einer Anhöhe zwischen den Talmulden von Ruisseau de Saint-Nicolas im Westen und Traubach im Osten.
Die Fläche des 4,74 km² großen Gemeindegebiets umfasst einen Abschnitt der nur schwach reliefierten Landschaft im Bereich der Burgundischen Pforte (Trouée de Belfort). Der Hauptteil des Gebietes wird von einem Plateau eingenommen, das durchschnittlich auf 380 m liegt. Es ist überwiegend mit Acker- und Wiesland bedeckt, zeigt aber auch einige Waldflächen. Westlich des Dorfes befindet sich das Quellgebiet der Loutre. Weiter im Westen reicht der Gemeindeboden bis in die Talebene des Ruisseau de Saint-Nicolas, der für die Entwässerung des Gebietes nach Süden über die Bourbeuse zur Allaine sorgt. Nach Osten steigt das Gelände leicht an zum mehrheitlich bewaldeten Plateau des Haut-Bois, auf dem mit 412 m die höchste Erhebung von Vauthiermont erreicht wird. Dieses Plateau bildet die Wasserscheide zwischen den Einzugsgebieten von Rhone (im Westen) und Rhein (im Osten).
Nachbargemeinden von Vauthiermont sind Angeot im Norden, Bellemagny und Saint-Cosme im Osten, Reppe und Fontaine im Süden sowie Larivière im Westen.

## Geschichte
Die älteste erhaltene Erwähnung von Vauthiermont, unter dem Namen Walthenberg, steht in einer Urkunde des Klosters Murbach von 796. Im 14. Jahrhundert gehörte Vauthiermont zur Herrschaft Rougemont-le-Château, doch 1363 kamen die Rechte über das Dorf an eine Adelsfamilie von Angeot. Mitte des 14. Jahrhunderts gelangte Vauthiermont unter die Oberhoheit der Habsburger. Auf einer Karte von Gerhard Mercator von 1585 erscheint Vauthiermont als Waltersberg.  Während des Dreißigjährigen Krieges wurde das Dorf stark in Mitleidenschaft gezogen. Zusammen mit dem Sundgau kam Vauthiermont mit dem Westfälischen Frieden 1648 an die französische Krone. Seit 1793 gehörte das Dorf zum Département Haut-Rhin. Im Deutsch-Französischen Krieg wurde der Ort von deutschen Truppen besetzt und dem Generalgouvernement Elsass unterstellt. Ursprünglich sollte das überwiegend frankophone Vauthiermont dem neu gegründeten Deutschen Reich zugeschlagen werden, doch aufgrund des dritten Zusatzartikels des Vertrags von Frankfurt 1871 verblieb es als Teil des Territoire de Belfort bei Frankreich. Als Grenzort hatte Vauthiermont von 1871 bis 1918 die Funktion einer Zollstation zwischen Frankreich und dem Deutschen Reich inne. Seit 1997 war Vauthiermont zunächst mit 12 anderen Gemeinden zum Gemeindeverband Communauté de communes du Tilleul zusammengeschlossen, der 2017 in die Grand Belfort Communauté d’Agglomération aufging.

## Sehenswürdigkeiten
Die Kirche Saint-Antoine wurde im Dezember 1770 geweiht und 1845 vergrößert. Sie besitzt eindrucksvolle Glasmalereien. Gegenüber der Kirche steht die 1842 erbaute Mairie-École (Gemeinde- und Schulhaus) aus rotem Vogesensandstein in der typischen Architektur des 19. Jahrhunderts. Der alte Ortskern ist geprägt durch Fachwerkhäuser aus dem 18. und 19. Jahrhundert im charakteristischen Sundgauer Stil.

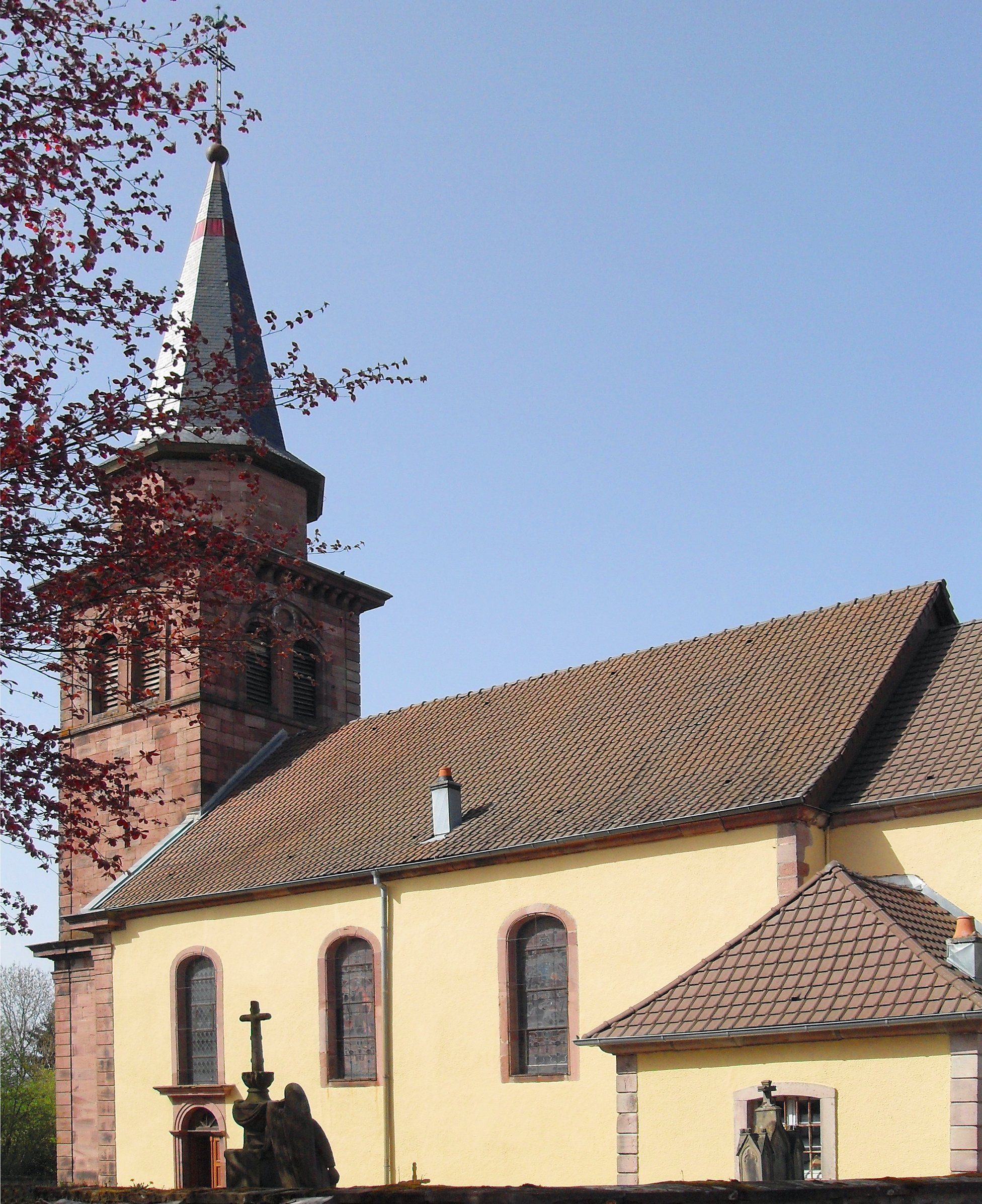
Südostseite der Kirche
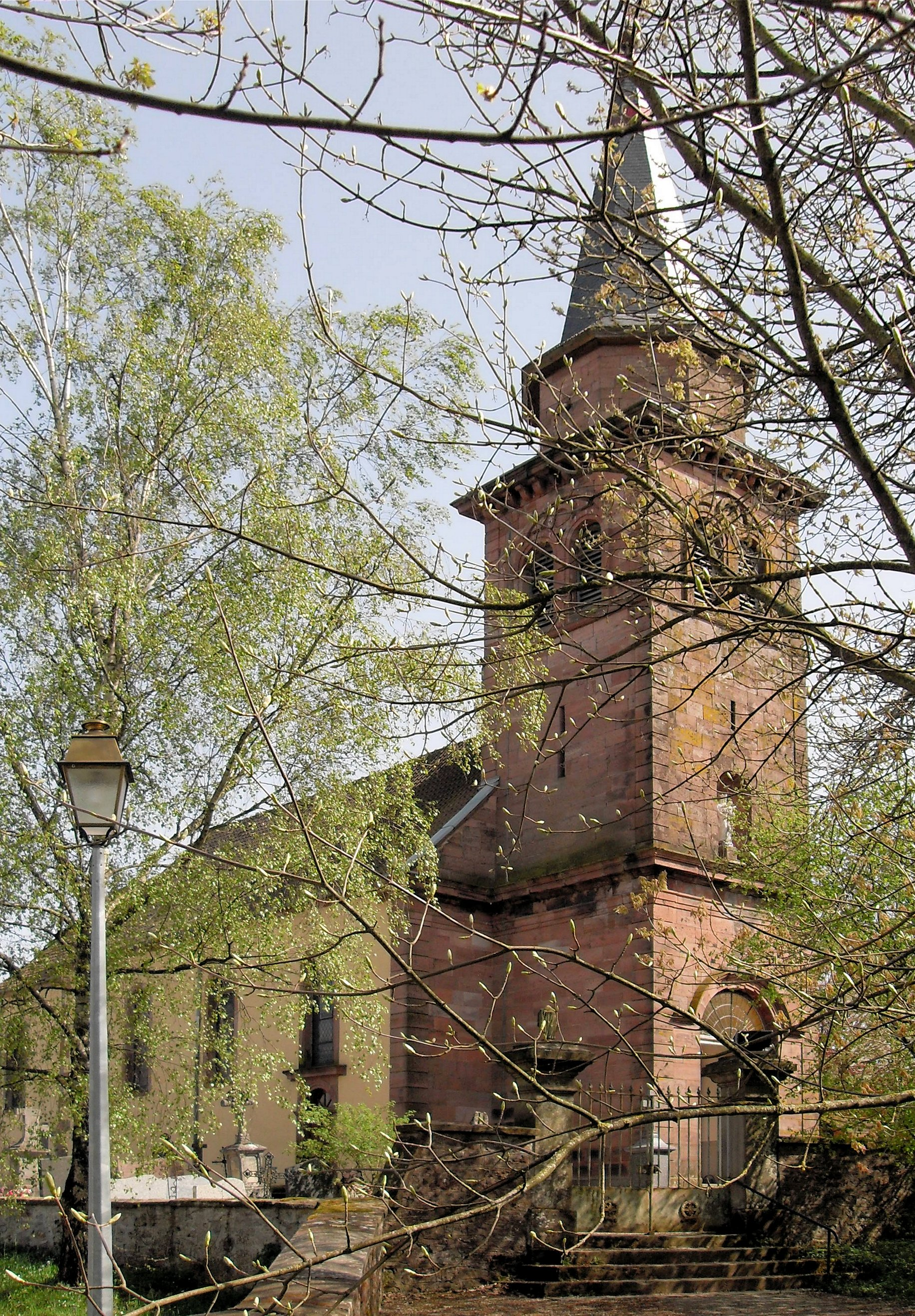
Nordwestseite der Kirche

## Bevölkerung
| Bevölkerungsentwicklung | Bevölkerungsentwicklung |
| Jahr                    | Einwohner               |
| ----------------------- | ----------------------- |
| 1962                    | 127                     |
| 1968                    | 127                     |
| 1975                    | 146                     |
| 1982                    | 174                     |
| 1990                    | 183                     |
| 1999                    | 203                     |
| 2006                    | 232                     |
| 2013                    | 230                     |
| 2020                    | 195                     |

Mit 220 Einwohnern (1. Januar 2022) gehört Vauthiermont zu den kleinen Gemeinden des Départements Territoire de Belfort. Nachdem die Einwohnerzahl in der ersten Hälfte des 20. Jahrhunderts deutlich abgenommen hatte (1891 wurden noch 313 Personen gezählt), wurde seit Beginn der 1970er Jahre bis zur Jahrtausendwende wieder ein kontinuierliches Bevölkerungswachstum verzeichnet, bevor eine Phase der Stagnation einsetzte.

## Wirtschaft und Infrastruktur
Vauthiermont war bis weit ins 20. Jahrhundert hinein ein vorwiegend durch die Landwirtschaft (Ackerbau, Obstbau und Viehzucht) und die Forstwirtschaft geprägtes Dorf. Daneben gibt es heute einige Betriebe des lokalen Kleingewerbes. Mittlerweile hat sich das Dorf zu einer Wohngemeinde gewandelt. Viele Erwerbstätige sind auch Pendler, die in den Agglomerationen Belfort und Mülhausen ihrer Arbeit nachgehen.
Die Ortschaft liegt abseits der größeren Straßenverbindungen an einer Departementsstraße, die von Fontaine nach Bellemagny führt. Der nächste Anschluss an die Autoroute A 36, welche das Gemeindegebiet durchquert, befindet sich in einer Entfernung von ungefähr fünf Kilometern. Weitere Straßenverbindungen bestehen mit Angeot, Reppe und Bréchaumont.